# Daphne sericea
Daphne sericea es una especie de planta leñosa perteneciente a la familia Thymelaeaceae.

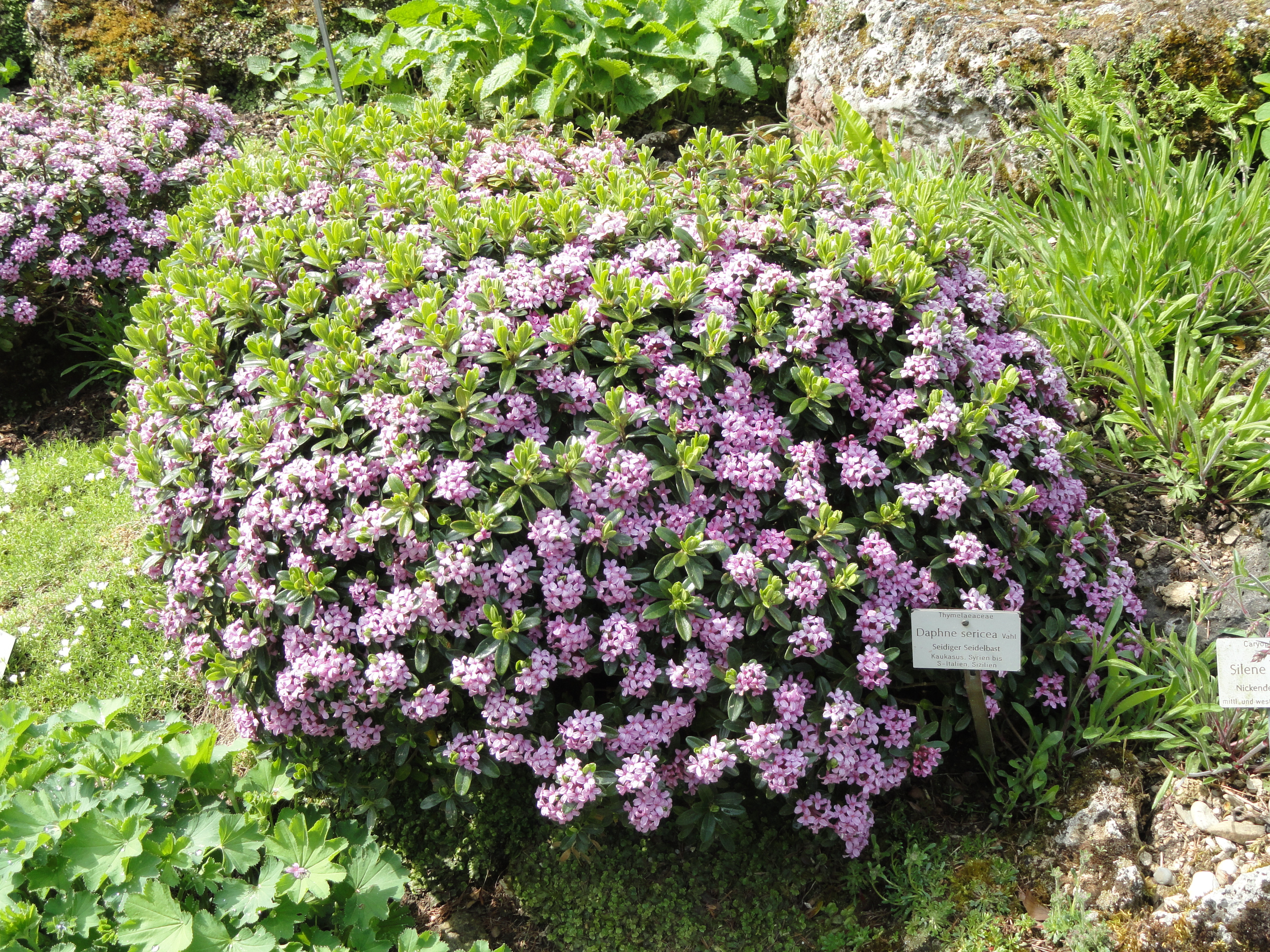
Vista de la planta

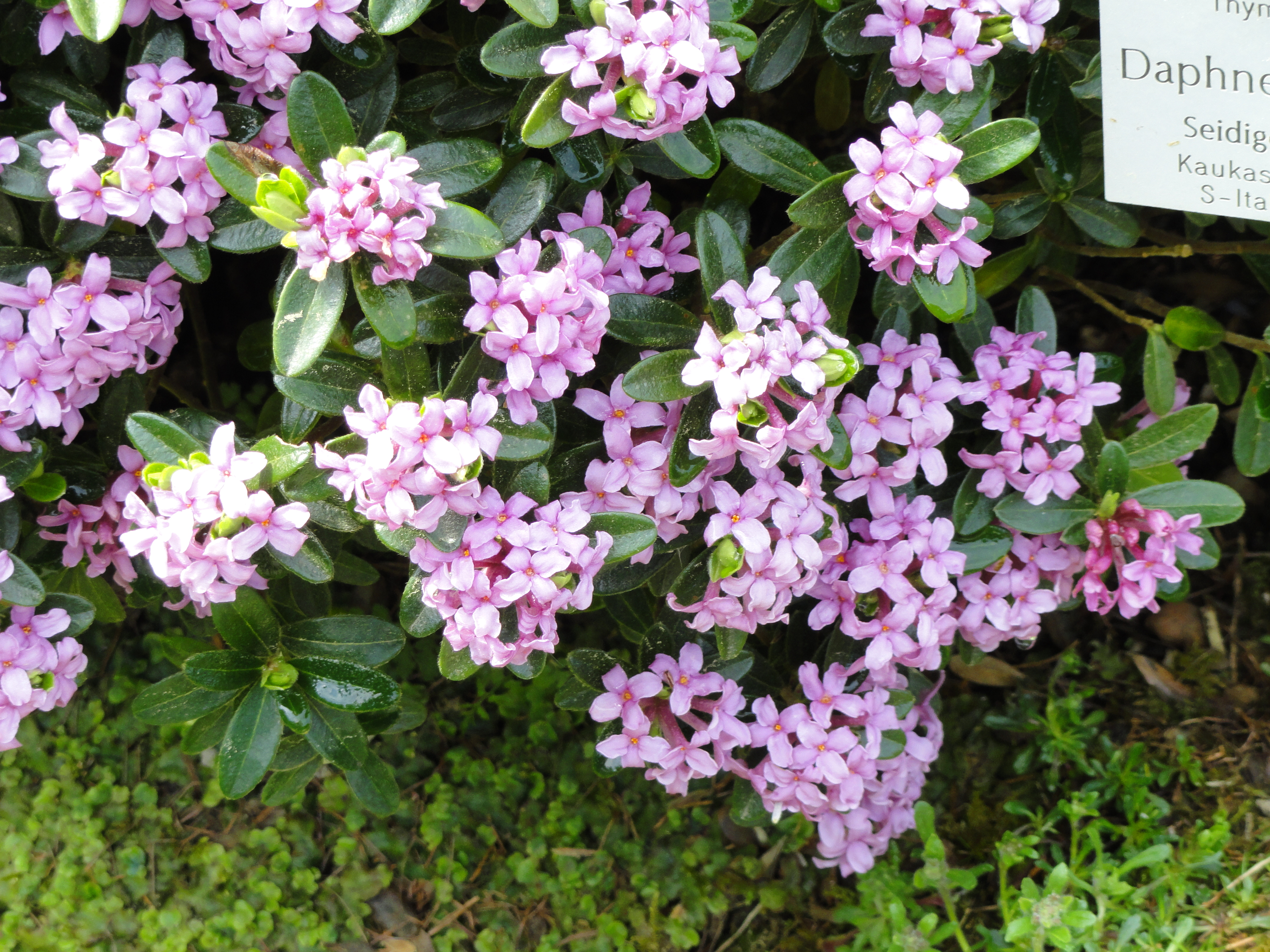
Flores

## Distribución y hábitat
Es una planta arbustiva de 30 a 60 cm de altura natural de Asia Menor, Italia y Sicilia, que se extiende sobre la roca y  los bosques de pino entre 0 y 1800 m s. n. m.

## Taxonomía
Daphne sericea fue descrita por Martin Vahl y publicado en Symbolae Botanicae, . . . 1: 28–29, en el año 1790.
Etimología
Daphne; nombre genérico que lo encontramos mencionado por primera vez en los escritos del médico, farmacéutico y botánico griego que practicaba en la antigua Roma; Dioscórides (Anazarba, Cilicia, en Asia Menor, c. 40 - c. 90). Probablemente en la denominación de algunas plantas de este género se recuerda la leyenda de Apolo y Dafne. El nombre de Daphne en griego significa "laurel", ya que las hojas de estas plantas son muy similares a las del laurel.
sericea: epíteto latino que significa "sedoso".
Sinonimia
- Daphne aurea Poir.
- Daphne australis Cirillo
- Daphne blagayana Meisn.
- Daphne buxifolia Ledeb.
- Daphne collina Sm. ex Dicks.
- Daphne collina var. napolitana (Lodd.) Lindl.
- Daphne elisae Vis.
- Daphne napolitana Lodd.
- Daphne oleifolia Lam.
- Daphne vahlii Keissl.[4]